# Обсерваторія мису Доброї Надії
Королівська обсерваторія мису Доброї Надії — найстаріша постійно діюча наукова установа в Південній Африці. Заснована Британською радою довгот у 1820 році. Зараз вона є головною будівлею Південноафриканської астрономічної обсерваторії.
Обсерваторія розташована на невеликому пагорбі в 5 кілометрах на південний схід від центру Кейптауна. Протягом XX століття в цьому районі виникло передмістя, яке було названо Обсерваторією на честь уже існуючої обсерваторії. В 2018 році обсерваторія була оголошена об'єктом національної спадщини. Також вона була предметом дослідження ICOMOS/IAU як об'єкт всесвітньої спадщини ЮНЕСКО.

## Історія

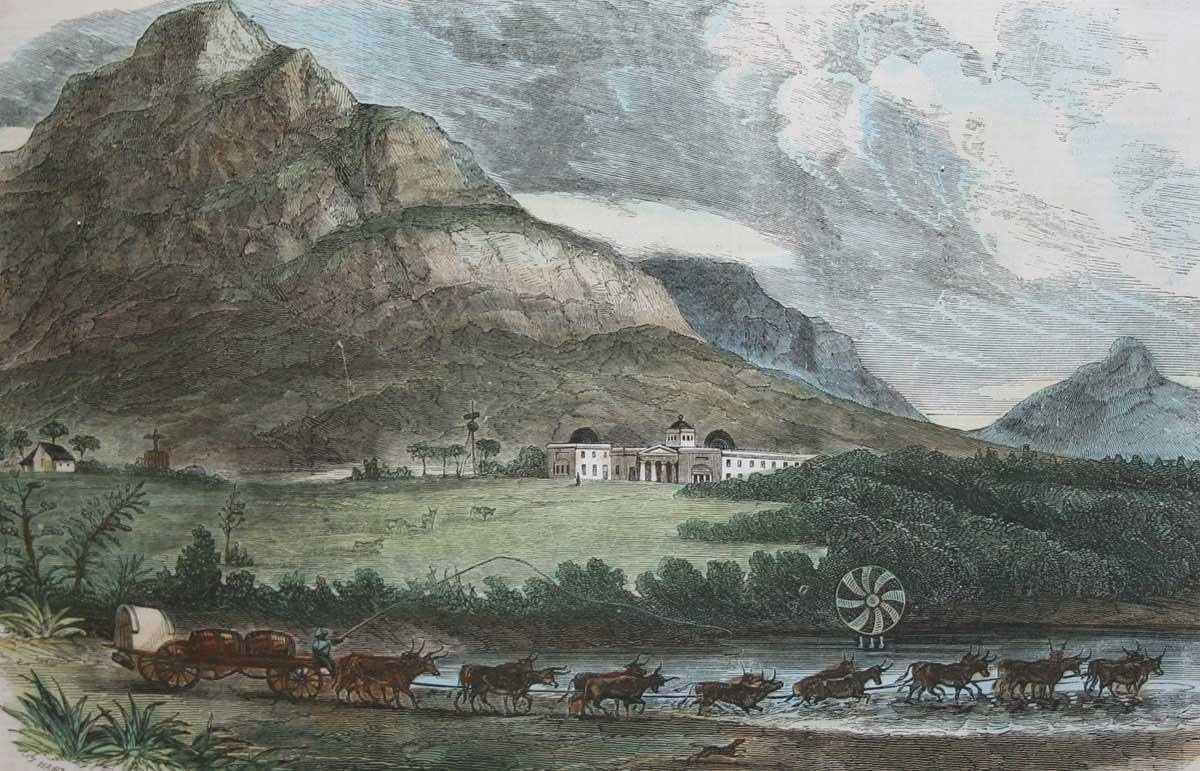
Обсерваторія 1857 року

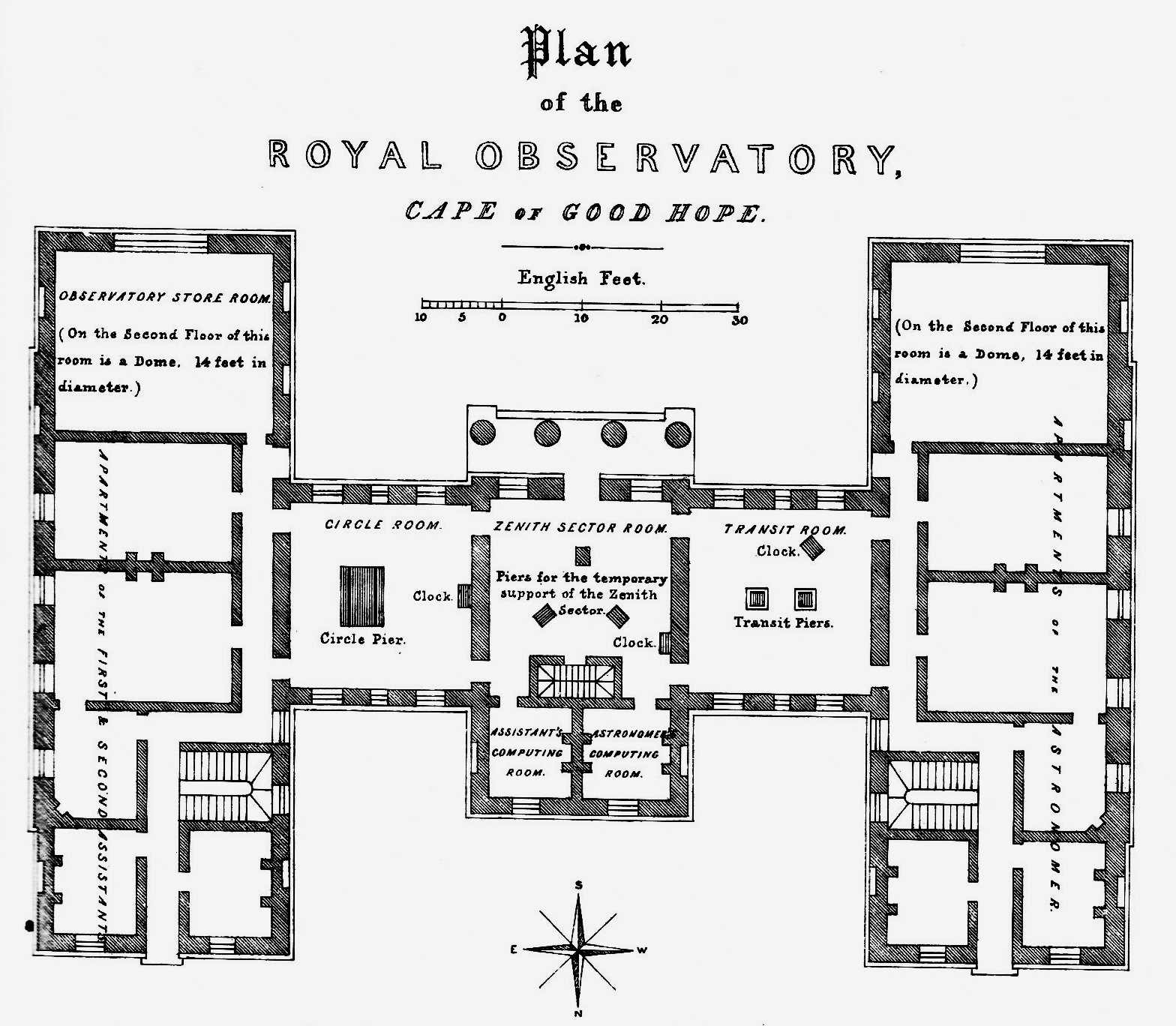
План будівлі обсерваторії, приблизно 1840 року

Пропозиція щодо будівництва південної обсерваторії, ймовірно, надійшла від тієї ж групи людей, які заснували Королівське астрономічне товариство у Великій Британії. Офіційне заснування обсерваторії відбулося 20 жовтня 1820 року за наказом короля Великої Британії Георга IV. Обсерваторія залишалася окремою організацією до 1972 року, коли її об'єднали з Йоганнесбурзькою обсерваторією, утворивши теперішню Південно-Африканську астрономічну обсерваторію. Зараз Обсерваторія мису Доброї Надії є штаб-квартирою Південноафриканської астрономічної обсерваторії.
В XIX столітті обсерваторія спеціалізувалась на астрометрії та відповідала за публікацію багатьох каталогів положень зір. У XX столітті обсерваторія частково звернулося до астрофізики, але в 1950-х роках міські вогні Кейптауна зробили неможливими спостереження слабких об'єктів. Тому для обсерваторії було знайдено нове місце в напівпустелі Кару. Угоду про перенос обсерваторії було підписано 23 вересня 1970 року. Втім, кілька телескопів на мисі Доброї Надії залишалися в експлуатації до 1990-х років. Зараз вони рідко використовуються, за винятком науково-популярних заходів для громадськості. Алан Казінс був останнім значним спостерігачем, який працював з майданчика Королівської обсерваторії.
Королівська обсерваторія відповідальна за ряд важливих відкриттів в історії астрономії. Другий директор обсерваторії, Томас Гендерсон, за сприяння свого помічника, лейтенанта Вільяма Медоуза, зробив перше вимірювання зоряного паралакса — для зорі Альфа Центавра. Втім, формально, перше вимірювання зоряного паралакса провів Фрідріх Бессель, який зробив свої спостереження паралаксу 61 Лебедя трохи пізніше, але опублікував їх раніше, ніж Гендерсон.
У 1882 році Девід Гілл зробив фотографію з довгою експозицією яскравої комети того року C/1882 R1, яка показала наявність зір на задньому плані. Це спонукало його провести фотографічний огляд неба Cape Photographic Survey, який дав перший каталог зір, створений за допомогою фотографічних засобів. Робота над каталогом велась у співпраці з Якобусом Каптейном з Гронінгена. У 1886 році він запропонував адміралу Ернесту Мушезу з Паризької обсерваторії скликати міжнародний конгрес для складання фотографічного каталогу всього неба. Цей конгрес пройшов в Парижі 1887 року і завершився проєктом Carte du Ciel. Обсерваторія мису Доброї Надії отримала зону між схиленнями −40 градусів і −52 градуси. Проект Carte du Ciel вважається попередником Міжнародного астрономічного союзу .
У 1897 році Френк Макклін (близький друг Гілла і дарувальник телескопа Маккліна) за допомогою призми, прикріпленої до астрографічного телескопа, виявив наявність кисню в зорях.
У 1911 році Якоб Гальм, тодішній головний асистент, представив новаторську статтю про зоряну динаміку, в якій він припустив, що зоряні потоки, відкриті Каптейном, походять від максвеллівського розподілу швидкостей зір. Ця публікація також містить першу пропозицію про те, що зорі підкоряються залежності світності від маси.
Директор обсерваторії Гарольд Спенсер Джонс брав участь у міжнародному проекті визначення паралакса Сонця за допомогою спостережень астероїда Ерос.
У другій половині XX століття Алан Казінс встановив дуже точні стандарти для системи світлофільтрів UBV і представив широко використовувану систему фотометрії VRI, яка отримала міжнародне визнання завдяку своїй точності.
У 1977 році Джозеф Чармс з колишньої Королівської обсерваторії спостерігав затемнення зорі SAO 158687. Ці спостереження підтвердили наявність кілець Урана, які Елліот зі співавторами відкрили з літака повітряної обсерваторії Койпера.
Протягом XIX століття обсерваторія вважалася головним радником колоніального уряду з наукових питань. Вона служила сховищем стандартних мір і ваги колонії і відповідала за хронометраж і геодезичну зйомку. Магнітна обсерваторія була побудована в 1841 році, але згоріла наступного десятиліття. Обсерваторія також має довгу серію метеорологічних записів.

## Астрономи мису Доброї Надії

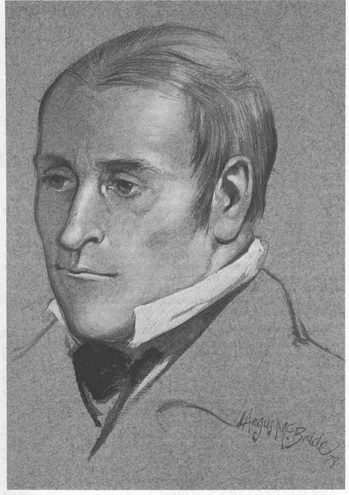
Томас Гендерсон, астроном Його Величності на мисі Доброї Надії, 1831—1833

Директори Королівської обсерваторії були відомі як «Астрономи Його або Її Величності на мисі». Директорами були:
- Ферон Феллоуз 1820—1831
- Томас Гендерсон 1831—1833
- Томас Маклір 1833—1870
- Едвард Джеймс Стоун 1870—1879
- Девід Гілл 1879—1907
- Сідней Семюел Гаф 1907—1923
- Гарольд Джонс 1923—1933
- Джон Джексон 1933—1950
- Річард Г'ю Стой 1950—1968
- Джордж Альфред Хардінг 1969—1971

Інші відомі астрономи, що працювали на мисі Доброї Надії:
- Чарльз Піацці Сміт, 1835—1845, згодом королівський астроном Шотландії.
- Вільям Льюїс Елкін, 1881—1883, згодом директор обсерваторії Єльського університету.
- Френк Макклін, 1895—1897, першовідкривач кисню в зорях.
- Віллем де Сіттер, 1897—1899, пізніше відомий космолог і директор Лейденської обсерваторії .
- Роберт Іннес, 1897—1903, відкривач найближчої зорі, а згодом директор Обсерваторії Союзу.
- Якоб Карл Ернст Гальм, 1907—1927, першовідкривач зв'язку маса-світність і піонер зоряної динаміки.
- Джоан Джордж Ерардус Гійсбертус Вуте, пізніше засновник і директор обсерваторії Боща.
- Алан Вільям Джеймс Казінс, 1947—1971, відомий астрофотометрист .
- Девід Стенлі Еванс, 1951—1968, відомий за співвідношенням Барнса-Еванса .

## Будівлі
У 2011 році було проведено обстеження і складено повний перелік будівель обсерваторії.

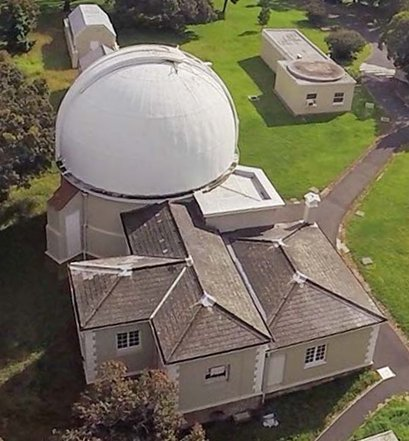
Будівля МакКлина

- Головна будівля, завершена у 1828 році, стиль грецького відродження, архітектор Джон Ренні. Сьогодні тут розташовані офіси та астрономічна бібліотека.
- Будівля сонячного телескопа, 1849 (колишня будівля 7-дюймового телескопа Мерца). Його купол обертається на гарматних ядрах.
- Геліометр, 1888 (тепер із 18-дюймовим рефлектором). Купол був розроблений з наскрізною вентиляцією.
- Будівля МакКліна, 1896, спроектована Гербертом Бейкером як лабораторія, нині Астрономічний музей. Має гідравлічний підйомник.
- Астрограф, 1889. Купол Говарда Грабба.
- Пасажний інструмент, 1905, 6 дюймів.
- Технічний корпус, близько 1987.
- Аудиторія, спочатку була побудована як майстерня з ремонту оптичних приладів під час Другої світової війни .

## Телескопи
Історично в головній будівлі знаходився 10-футовий пасажний інструмент Доллонда та 6-футовий Томаса Джонса. У 1855 році їх замінив 8-дюймовий пасажний інструмент, розроблений Джорджем Ейрі, королівським астрономом у Гринвічі. Інструмент Ейрі був усунений у 1950 році. Деякі частини цих телескопів зберігаються в Астрономічному музеї обсерваторії.

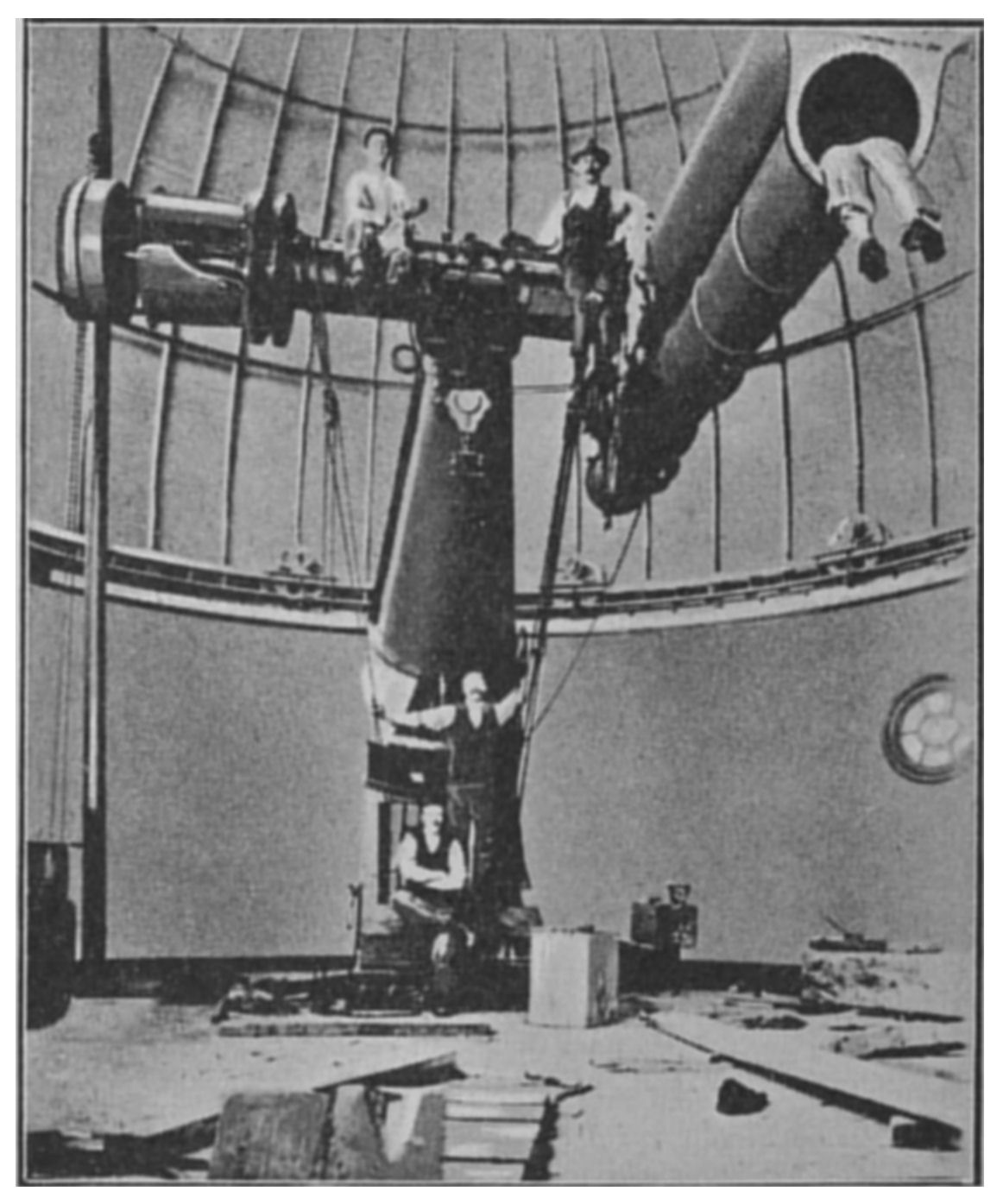
Рефрактор Вікторія

- 4-дюймовий сонячний телескоп (1875) виробництва Dallmeyer.
- 6-дюймовий рефрактор (1882) виробництва Говард Грабб.
- Астрограф (1889)
- 18-дюймовий рефрактор Вікторія[7]
- 6-дюймовий пасажний інструмент (1905)
- 18-дюймовий рефлектор Кокса, Харгрівза і Томсона (1955). Направляючий телескоп — 7-дюймовий рефрактор Мерца.

40-дюймовий рефлектор Грабб Парсонс був встановлений в 1964 році, але був переданий в Сазерленд в 1972 році.

## Астрономічний музей
У 1987 році колишню спектроскопічну лабораторію телескопа Маккліна було перетворено на музей, де збереглися оригінальні приміщення XIX століття. У будівлі досі зберігається оригінальне гідравлічне обладнання для підйому оглядового поверху та темна кімната, що містить зразки фотографічного обладнання, взятого з різних куполів після того, як старі методи та прилади для фотографії вийшли з ужитку. Серед експонатів — моделі телескопів, вимірювальні прилади, альтазимутальні інструменти Доллонда (1820) і Бамберга (близько 1900), калькулятори, раннє офісне обладнання, раннє електронне обладнання, лінзи ранніх телескопів, у тому числі фотографічних телескопів Гілла, привод годинникового телескопа, сигнальна гармата, хімічне обладнання тощо.

## Природа
Королівська обсерваторія розташована в міському парку Ту-Ріверс. Частина первісної екосистеми була збережена, так що тепер на території обсерваторії можна зустріти диких тварин і рослин. Це північна межа західної леопардової жаби (Bufo Pantherinus) і єдине природне місце існування рідкісної мечоподібної лілії Moraea aristata.